# Rio Bughea (Argeş)
O Rio Bughea é um rio da Romênia afluente do Rio Târgului, localizado no distrito de Argeş.